# Angelo Tartuferi
Angelo Tartùferi (Firenze, 16 agosto 1957) è uno storico dell'arte e funzionario italiano.

## Biografia
Allievo di Mina Gregori, si è laureato a Firenze nel 1982, con una tesi incentrata sul commento critico ad alcuni capitoli della Storia della pittura italiana di Giovanni Battista Cavalcaselle. Nel 1987 ha conseguito il perfezionamento con una tesi sulla miniatura fiorentina dell'inizio del Trecento, mentre nel 1989 ha ottenuto il dottorato di ricerca, con una tesi sulla pittura del Duecento a Firenze, pubblicata nel 1990. Collaboratore diretto di Miklós Boskovits dal 1983 al 1990 nella redazione del "Corpus of Florentine Painting" presso l'Istituto Tedesco di Storia dell'Arte di Firenze, ha tenuto corsi nelle Università di Firenze e di Perugia.  Tra i maggiori esperti di pittura italiana, e in particolar modo toscana, dal XIII secolo al tardogotico, è autore di numerose monografie, saggi e articoli su riviste come Paragone Arte, Arte Cristiana, Antichità Viva, Commentari d'arte, Revue de l'Art, Studi di Storia dell'Arte. Ha collaborato anche al The Dictionary of Art, all'Allgemeines Kűnstler-Lexicon, all'Enciclopedia dell'Arte Medievale e al Dizionario biografico degli italiani, per i quali ha curato numerose voci.
Dal 1990 è entrato nel Ministero per i Beni e le Attività Culturali come funzionario storico dell'arte. Già vicedirettore della Galleria dell'Accademia, è passato nel 2006 alla Galleria degli Uffizi in qualità di Direttore del Dipartimento della pittura dal Duecento al Quattrocento e, dal 2009 al 2013 anche come Vicedirettore. È da lungo tempo Direttore dell'Ufficio Esportazione Oggetti di Antichità e d'Arte della Soprintendenza BAP di Firenze, Pistoia e Prato . Nel 2013, col pensionamento di Franca Falletti, è diventato direttore della Galleria dell'Accademia di Firenze, carica mantenuta fino alla riforma del Ministero nel 2015. Nel periodo dal 2016 al 2020 ha ricoperto l'incarico di responsabile del Dipartimento della scultura michelangiolesca e della pittura dal Duecento al Quattrocento della Galleria dell'Accademia di Firenze. Nel 2012 ha conseguito l'Abilitazione Scientifica Nazionale in Storia dell'Arte per la seconda fascia, e nel 2020 per la prima fascia (settore 10/B1). All'inizio del maggio 2020 è stato nominato Direttore del Museo di San Marco di Firenze.